# Sphingonaepiopsis malgassica
Sphingonaepiopsis malgassica is een vlinder uit de familie van de pijlstaarten (Sphingidae). De wetenschappelijke naam van de soort werd in 1929 gepubliceerd door Benjamin Preston Clark.